# Bisbat de Šiauliai
El bisbat de Šiauliai (lituà: Šiaulių vyskupija, llatí: Dioecesis Siauliensis) és una seu de l'Església Catòlica a Lituània, sufragània de l'arquebisbat de Kaunas. Al 2017 tenia 243.600 batejats sobre una població de 323.200 habitants. Actualment està regida pel bisbe Eugenijus Bartulis.

## Territori
La diòcesi comprèn una gran part del comtat de Šiauliai.
La seu episcopal és la ciutat de Šiauliai, on es troba la catedral de Sants Pere i Pau. Prop de Šiauliai es troba el famós Turó de les Creus, meta de pelegrinatge.
El territori s'estén sobre 7.696 km², i està dividit en 69 parròquies, agrupades en 5 vicariats.

## Història
La diòcesi va ser erigida el 28 de maig de 1997, prenent el territori de l'arquebisbat de Kaunas i de les diòcesis de Panevėžys i de Telšiai.

## Cronologia episcopal
- Eugenijus Bartulis, des del 28 de maig de 1997.

## Estadístiques
A finals del 2017, la diòcesi tenia 243.600 batejats sobre una població de 323.200 persones, equivalent al 75,4% del total.
| any  | població | població | població | sacerdots | sacerdots       | sacerdots       | sacerdots             | diaques | religiosos | religiosos | parròquies |
| ---- | -------- | -------- | -------- | --------- | --------------- | --------------- | --------------------- | ------- | ---------- | ---------- | ---------- |
| any  | batejats | total    | %        | total     | clergat secular | clergat regular | batejats por sacerdot | diaques | homes      | dones      |            |
| 1999 | 268.400  | 362.400  | 74,1     | 64        | 58              | 6               | 4.193                 | 1       | 9          | 31         | 67         |
| 2000 | 271.741  | 362.321  | 75,0     | 64        | 56              | 8               | 4.245                 |         | 13         | 31         | 67         |
| 2001 | 271.850  | 362.400  | 75,0     | 67        | 59              | 8               | 4.057                 |         | 13         | 31         | 67         |
| 2002 | 260.700  | 350.200  | 74,4     | 63        | 55              | 8               | 4.138                 |         | 29         | 35         | 67         |
| 2003 | 270.656  | 339.785  | 79,7     | 64        | 53              | 11              | 4.229                 |         | 23         | 35         | 67         |
| 2004 | 269.861  | 338.680  | 79,7     | 65        | 54              | 11              | 4.151                 | 2       | 23         | 32         | 67         |
| 2010 | 254.510  | 336.012  | 75,7     | 66        | 56              | 10              | 3.856                 | 2       | 21         | 25         | 68         |
| 2014 | 247.200  | 329.000  | 75,1     | 67        | 57              | 10              | 3.689                 |         | 13         | 4          | 68         |
| 2017 | 243.600  | 323.200  | 75,4     | 67        | 56              | 11              | 3.635                 |         | 14         | 3          | 69         |